# Parlamentswahl in Südkorea 2008
- MNP: 5
- TMP: 81
- CHP: 3
- Unabh.: 25
- JAP: 18
- HP: 153
- Park: 14

Die Parlamentswahl in Südkorea 2008 fand am 9. April 2008 statt. Rund 38 Millionen wahlberechtigte Südkoreaner waren aufgerufen, über die 299 Sitze der Nationalversammlung zu entscheiden. 245 Volksvertreter wurden direkt in den Wahlbezirken gewählt und 54 Sitze nach dem Verhältniswahlrecht vergeben. Die konservative Hannara-Partei (한나라당, Große Nationalpartei) des neuen Präsidenten Lee Myung-bak, der seit Ende Februar amtiert, konnte die Liberalen als stärkste Kraft in der Nationalversammlung ablösen.
Mit der Wahl Lees zum neuen Staatsoberhaupt hatten sich die Südkoreaner bereits bei der Präsidentenwahl am 19. Dezember 2007 für einen Machtwechsel nach zehn Jahren liberaler Vorherrschaft entschieden. In Südkoreas Präsidialsystem könnte der Präsident auch gegen eine Mehrheit der Opposition regieren. Die Hannara-Partei versprach im Wahlkampf weitreichende Wirtschaftsreformen, höhere Wachstumsraten und eine härtere Haltung gegenüber dem kommunistischen Nordkorea. Der Parteichef der Tonghap-minju-Partei (통합민주당, Vereinigte Demokratische Partei) Son Hak-Gyu gestand die Niederlage seiner Partei ein und sagte, der Wille seiner Partei „für Veränderungen und Reformen scheint von den Menschen nicht akzeptiert worden zu sein“.

## Ergebnis
Die Wahl gewann die konservative Hannara-Partei des neuen Präsidenten Lee Myung Bak, die nach der Stimmenauszählung die absolute Mehrheit der Sitze in der Nationalversammlung erreichte und damit die Liberalen als stärkste Kraft ablöste.
| Partei/Wahlbündnis | Partei/Wahlbündnis                                              | Kürzel         | Stimmen    | Stimmenanteil | Sitze |
| ------------------ | --------------------------------------------------------------- | -------------- | ---------- | ------------- | ----- |
|                    | Hannara-Partei 한나라당 Große Nationalpartei                    | HP             | 6.421.654  | 37,4 %        | 153   |
|                    | Tonghap-minju-Partei 통합민주당 Vereinigte Demokratische Partei | TMP            | 4.313.111  | 25,1 %        | 81    |
|                    | Koalition für Park Geun-hye 친박연대 Chinbak-hyundae            | Pro-Park       | 2.258.726  | 13,1 %        | 14    |
|                    | unabhängige Kandidaten                                          | –              | 1.391.392  | 8,1 %         | 25    |
|                    | Jayu-seonjin-Partei 자유선진당 Liberale Fortschrittspartei      | JAP            | 1.173.452  | 6,8 %         | 18    |
|                    | Minju-nodong-Partei 민주노동당 Demokratische Arbeiterpartei     | MNP            | 973.394    | 5,6 %         | 5     |
|                    | Changjo-hanguk-Partei 창조한국당 Partei Kreatives Korea         | CHP            | 651.980    | 3,8 %         | 3     |
|                    | Stimmen gesamt                                                  | Stimmen gesamt | 17.183.709 | 100 %         | 299   |

Die Wahlbeteiligung lag nach Angaben der staatlichen Wahlkommission mit 46 Prozent auf einem historischen Tiefstwert. Vor vier Jahren waren noch mehr als 60 Prozent der stimmberechtigten Südkoreaner wählen gegangen. Desinteresse und allgemeine Politikverdrossenheit werden von Meinungsforschern als Gründe für die niedrige Beteiligung genannt.

## Errungene Sitze bei den letzten Wahlen
| Partei/Wahlbündnis                   | 2004         | 2000         |
| ------------------------------------ | ------------ | ------------ |
| Yeollin-uri-Partei                   | 152 (50,9 %) | 0 (0,0 %)    |
| Hannara-Partei (HP)                  | 121 (40,5 %) | 133 (48,8 %) |
| Minju-nodong-Partei (MNP)            | 10 (3,3 %)   | 0 (0,0 %)    |
| Sae-cheonnyeon-minju-Partei SMP      | 9 (3,0 %)    | 115 (42,1 %) |
| Vereinigte Liberale Demokraten (ULD) | 4 (1,3 %)    | 17 (6,2 %)   |
| Sonstige                             | 1 (0,3 %)    | 3 (1,1 %)    |
| Unabhängige                          | 2 (0,7 %)    | 5 (1,8 %)    |
| Anzahl der Sitze insgesamt           | 299          | 273          |

## Wahlkarte und Sitzverteilung

Mehrheiten nach Stimmbezirken:
Ergebnis nach Wählerstimmen und Zusammensetzung des neuen Parlaments